# Долище (област Варна)
 За другото българско село вижте Долище (Област Кърджали).  
Долище е село в Североизточна България. То се намира в община Аксаково, област Варна. Старото му име е Влахлар („Влахи“).

## География
Селото се намира на север, на 18 км. разстояние от Варна. Разположено е в живописната Батовска долина, която е единствената клисура между гр. Варна, Черно море и река Дунав. Старото име на селото е „Влахлар“. Първоначално се знае, че е имало една воденица, която и до днес още съществува и е била на румънец (влах), и оттам селището носи името Влахлар. Жителите на селото са православни християни. Селото се гордее и с олимпииската шампионка Елица Янкова

## История
Много са доказателствата, че територията, на която е разположено днешното село е била обитавана още по времето на траките. Тракийското златно съкровище от Долище няма аналог в богатите на тракийски находки български земи. Открито е случайно, при разширение на пътя за селото през 1962 г., когато е разрушена доста ниска надгробна могила, в която е бил погребан заможен тракиец. 
Селището се образувало към 1847 година, когато прииждали черкези от Кавказ и за първи път те са построили къщи на това място и са живели тук до Освобождението на България. По време на Априлското въстание през 1876 г. черкези от селото участват в потушването на въстанието като сформират шайки и отиват в Южна България. Участват в унищожаването на село Бояджик. Един от жителите на Влахари,/дн. Долище/ черкезина Джафер бей отвлича от ямболски села пет девойки, които по-късно продава като роби. 
След Освобождението през 1878 година черкезите са напуснали село Влахлар и в селото се заселват българи пришълци от Одринско, които го населяват и днес. 
Параклисът "Св.св. Кирил и Методий" в с. Влахлар е намерен от сегашните му жители в стара турска джамия, който в края на 1878 година бива посветен на гореспоменатите светии. И в днешни времена празника на селото(събор) се провежда на 24 май ден на Славянската писменост.
През 1950 г. в селото функционира всестранна взаимоспомагателна кооперация.

## Население
Жителите на селото са православни християни. 
Численост на населението според преброяванията през годините:
| \| Година на преброяване \| Численост \| \| --------------------- \| --------- \| \| 1934 \| 607 \| \| 1946 \| 642 \| \| 1956 \| 520 \| \| 1965 \| 323 \| \| 1975 \| 277 \| \| 1985 \| 233 \| \| 1992 \| 212 \| \| 2001 \| 272 \| \| 2011 \| 372 \| \| 2021 \| 358 \| |           |
| Година на преброяване | Численост |
| 1934 | 607       |
| 1946 | 642       |
| 1956 | 520       |
| 1965 | 323       |
| 1975 | 277       |
| 1985 | 233       |
| 1992 | 212       |
| 2001 | 272       |
| 2011 | 372       |
| 2021 | 358       |

### Етнически състав

#### Преброяване на населението през 2011 г.
Численост и дял на етническите групи според преброяването на населението през 2011 г.:
|                     | Численост | Дял (в %) |
| Общо                | 372       | 100.00    |
| Българи             | 349       | 93.81     |
| Турци               | 6         | 1.61      |
| Цигани              | ?         | ?         |
| Други               | 10        | 2.68      |
| Не се самоопределят | ?         | ?         |
| Неотговорили        | 6         | 1.61      |